# Wolfhagen
Wolfhagen är en stad i Landkreis Kassel i Regierungsbezirk Kassel i förbundslandet Hessen i Tyskland.
De tidigare kommunerna Altenhasungen, Bründersen, Leckringhausen, Niederelsungen, Nothfelden, Viesebeck och Wenigenhasungen uppgick i Wolfhagen 1 februari 1971 följt av Ippinghausen och Istha 31 december 1971.